# Osmany Uriarte Mestre
Osmany Santiago Uriarte Mestre (ur. 4 czerwca 1995) – kubański siatkarz, grający na pozycji przyjmującego, reprezentant Kuby.

## Sukcesy reprezentacyjne
Mistrzostwa Świata Kadetów:
- 2011

Mistrzostwa Ameryki Północnej, Środkowej i Karaibów Kadetów:
- 2012

Puchar Panamerykański:
- 2014

Mistrzostwa Ameryki Północnej, Środkowej i Karaibów Juniorów:
- 2014

Mistrzostwa Ameryki Północnej, Środkowej i Karaibów:
- 2015

## Nagrody indywidualne
- 2012: MVP, najlepszy punktujący i zagrywający Mistrzostw Ameryki Północnej, Środkowej i Karaibów Kadetów
- 2014: Najlepszy przyjmujący Mistrzostw Ameryki Północnej, Środkowej i Karaibów Juniorów